# Georg Steenke

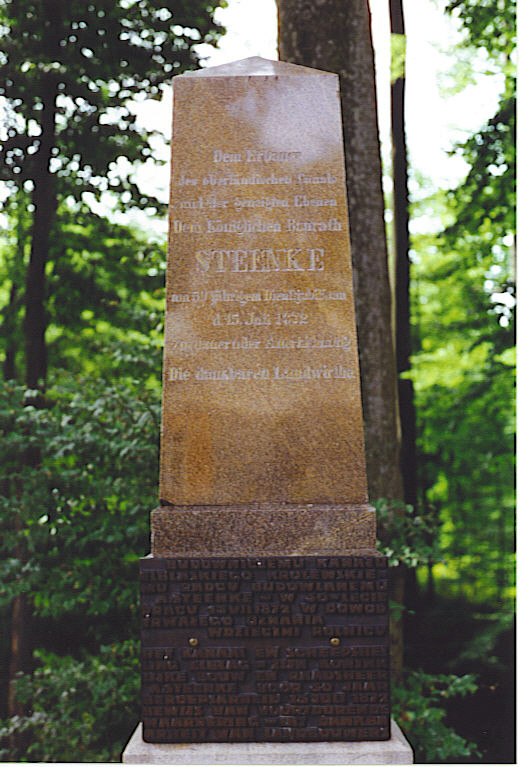
Denkmal für Georg Steenke am Oberländischen Kanal, Inschrift: „Dem Erbauer des Oberländischen Canals und der geneigten Ebenen, dem königl. Baurath Steenke, zum fünfzigjährigen Dienstjubiläum, dem 15. Juli 1872, in dauernder Anerkennung. Die dankbaren Landwirthe“

Georg Steenke (* 30. Juni 1801 in Königsberg (Preußen); † 22. April 1884 in Elbing; vollständiger Name: Georg Jakob Steenke, im Nachruf Georg Gottlieb Steenke genannt) war ein deutscher Wasserbauingenieur und preußischer Baubeamter, der vor allem als Konstrukteur des Oberländischen Kanals in Erinnerung geblieben ist.

## Leben
Georg Steenke entstammte einer Seemannsfamilie. Sein Großvater Gottfried Steenke war Hafenlotse in Königsberg. Dessen Sohn Johann Friedrich Steenke, der im Seehandel tätig war, ertrank im November 1818 bei der Rettungsaktion eines englischen Segelschiffes. Zunächst hatte Georg Steenke auf Wunsch seiner Mutter, Maria Dorothea, geb. de Wulf, ein Studium der Rechtswissenschaften begonnen, musste es aber nach dem Tod seines Vaters aus finanziellen Gründen abbrechen. Stattdessen absolvierte er eine Zimmermannslehre und besuchte anschließend die Berliner Bauakademie, wo er 1822 die Prüfung zum Baukondukteur und 1827 das Baumeister-Examen bestand. Einer seiner Lehrmeister war Karl Friedrich Schinkel.
Georg Steenke leitete 1833 den Bau des Seckenburger Kanals in der Memelniederung, wobei er bei den Holzkonstruktionen der Kammerschleusen seine Erfahrung als Zimmermann einbringen konnte. Seit er 1836 in Elbing zum „Inspekteur der Deiche und Dämme“ ernannt worden war, befasste er sich mit der Planung des Oberländischen Kanals, der zwischen 1844 und 1858 im Oberland unter seiner Leitung erbaut und am 31. August 1860 offiziell eingeweiht wurde. Diese direkte Verbindung von Osterode oder Preußisch Eylau bis Elbing zum Frischen Haff und somit auf die Ostsee verkürzte die Transportzeit für Holz aus den ostpreußischen Wäldern, das besonders im Schiffbau und für Segelschiffmasten gefragt war, um mehrere Monate. Steenkes Konstruktion der geneigten Ebenen (Rollberge), die bis heute funktionsfähig sind, zur Überbrückung des Höhenunterschiedes von 99 m auf einer Strecke von 9,5 km galt in Preußen als Pioniertat.
Während der Bauarbeiten am Oberländischen Kanal ließ Steenke für sich und seine Familie eine Villa im klassizistischen Stil am Ufer des Röthloffsees in Zölp (Gemeinde Seegertswalde) errichten.  In diesem Gutshaus, in dem er bis kurz vor seinem Tod lebte, verwahrte er mit Zustimmung der preußischen Behörden sämtliche Dokumente zum Bau des Oberländischen Kanals.

## Ehrungen
1871 wurde Steenke Ehrenbürger von Saalfeld, Ehrenbürgerschaften in Elbing und Liebemühl folgten. Nachdem er 1872 zum königlichen Baurat ernannt worden war, errichteten einige dankbare Landwirte anlässlich seines 50-jährigen Dienstjubiläums  ein Denkmal in Form eines Obelisken, das am 15. Juli 1872 an der geneigten Ebene in Buchwalde enthüllt wurde.  Ein weiterer Obelisk wurde im Landgut Stölp (polnisch: Jezioro Ruda Woda) aufgestellt, der aber wahrscheinlich nach dem Zweiten Weltkrieg zerstört wurde. Aufgrund von Steenkes Beliebtheit wurde um 1872 auf Initiative der Einwohner und des Gemeinderats von Seegertswalde der Ort in Steenkewalde umbenannt.
Nach dem Ende des Zweiten Weltkriegs wurde auch der Obelisk bei Buchwalde demontiert und lag versteckt hinter einer Umzäunung im Gras. 
Nachdem die UNESCO den Oberländischen Kanal als technisches Denkmal in das Weltkulturerbe aufgenommen hatte, kümmerte man sich in Polen wieder um das Denkmal, und der Obelisk wurde 1986 auf seinen originalen Sockel gesetzt. Darunter wurde eine Schrifttafel in polnischer und niederländischer Übersetzung angebracht, da man Steenke für einen Niederländer hielt, ein Irrtum, der sich bis heute in der Literatur gehalten hat.